# Habitatge al carrer Mur, 34 (Martorell)
L'Habitatge al carrer Mur, 34 és una obra noucentista de Martorell (Baix Llobregat) protegida com a Bé Cultural d'Interès Local.

## Descripció
L'Habitatge del Carrer Mur nº 34 està situat dins del terme municipal de Martorell, al barri conegut popularment com a Rosanes. Es tracta d'una casa de planta rectangular i coberta de quatre aiguavessos de teula àrab. En alçada està composta per planta baixa, primer i segon pis. La façana principal està orientada a tramuntana i presenta una disposició simètrica dels elements. A la planta baixa, al centre, s'obren dues portes rectangulars flanquejades per dos portals de d'arc de mig punt rebaixat. Als extrems trobem, a banda i banda, dos portes rectangulars. Al centre del primer pis s'observa un balcó corregut amb tres finestres rectangulars, la del centre tapiada. A banda i banda hi ha dos parells de balcons amb finestres rectangulars. Al tercer pis s'observen sis finestres balconeres rectangulars. Remata la façana un coronament de balustres amb segments de fris decorat amb motius geomètrics on s'observen les inscripcions: 1880 i Sardà Carol 1940.

## Història
L'habitatge va ser construït l'any 1880 per Magí Vives. L'any 1940 la propietat va ser adquirida per la família Sardà els quals van encarregar la reforma de l'habitatge a l'arquitecte Josep Ros.